# The Secret Hour
Pour plus de détails, voir Fiche technique et Distribution.
The Secret Hour est un film américain réalisé par Rowland V. Lee, sorti en 1928.

## Fiche technique
- Titre : The Secret Hour
- Réalisation : Rowland V. Lee
- Scénario : Rowland V. Lee d'après la pièce They Knew What They Wanted de Sidney Howard
- Photographie : Harry Fischbeck
- Montage : Robert Bassler
- Pays d'origine :  États-Unis
- Format : Noir et blanc - 1,33:1 - Film muet
- Genre : Drame
- Date de sortie : 1928

## Distribution
- Pola Negri : Amy
- Jean Hersholt : Tony
- Kenneth Thomson : Joe
- Christian J. Frank : Sam
- George Kuwa : Ah Gee
- George Periolat : Docteur